# 襦裙
襦裙，又稱裙襦、衫裙，是中國女性傳統服裝類型之一，由上襦（襦为短上衣）与下裙（裳）组成，這種上襦下裙的女服样式早在战国时代已经出现，並且一直持续到清末民初。

## 歷史

### 中國
上古时期，中国服装大多分成两截，上体称“衣”，下体称“裳”，俗稱［上衣下裳］。其中的“襦”指长不过膝的短衣，“裙”指布帛拼制而成上连于腰的下裳。从出土文物看，西周时晋国贵族已出现上身右衽短衣，下佩裙裳的衣着。後來成為几千年中汉族妇女最常见的衣着。
有学者认为襦裙最初流行於白狄族所建立的中山國，而另有学者认为中山玉人俑所穿的服饰其实是改良的深衣。
西漢時期人們普遍以上衣下裙的深衣為尚，穿襦裙的婦女較少，但沒有完全摒棄且在文獻中亦有所記載，东汉汉献帝时女子好为高腰襦裙。
到了东汉至魏晉年間，襦裙重新被人們所重視且佔據了當時服飾的主導地位。晉朝晚期有婦人流行内衣裲襠套在交领襦裙之上的記載。南北朝時出現衣在裙外、在衣上束上腰帶的襦裙，下裙多為間色裙，並傳至朝鮮半島和日本。唐代流行齊胸襦裙和高腰襦裙，常會配上披帛，晚唐至五代宋初出現訶子裙，是在上襦外加訶子，外穿大袖罩衫或半臂，還有去了上襦只穿訶子配大袖罩衫的穿法，大袖裙襦也是當時女性禮服。宋代中后期汉族女服以襦裙為主，最常見的是对襟襦裙以及只穿內衣和裙再外加褙子，也有把對襟上襦穿成交領者。元代後期至明代漢族妇女的服装以袄裙为主，与前代襦裙的主要差异在于上衣并不束在裙子内，但婦女勞動時也常會把上衣束在裙內或在衣外繫上圍裙。襦裙的歷史從戰國時代一直沿續到清代且一直流行至民國初期，前後歷經二千多年，儘管長短寬窄時有變化，但基本形制仍保持著原始形態。
在清代，清初漢族女性依然穿著明代的服飾，最遲至雍正年間部分清代漢女服飾也受到滿族服飾影響，由交領變成厂字領式的大襟、琵琶襟等，大襟延續漢族傳統的「右衽」形式。有臺灣學者指出清代襖裙維持漢族女性兩節穿衣的傳統，可視為明裝或明朝樣式的服飾。
漢族婦女襖裙的領緣、袖口以及開衩處，鑲緄刺繡配布或花邊，稱為「緄邊」，符合傳統正式服裝的必備形式。嘉庆年间，汉族女子的衣饰镶滚者渐多，至咸丰、同治年間，京师汉族妇女服饰镶滚之风更趋时尚，不惜费时费力费材地在衫、袄上加镶多道，晚清時鑲緄複雜化，出現多種織帶花邊，以至有镶十餘道者。

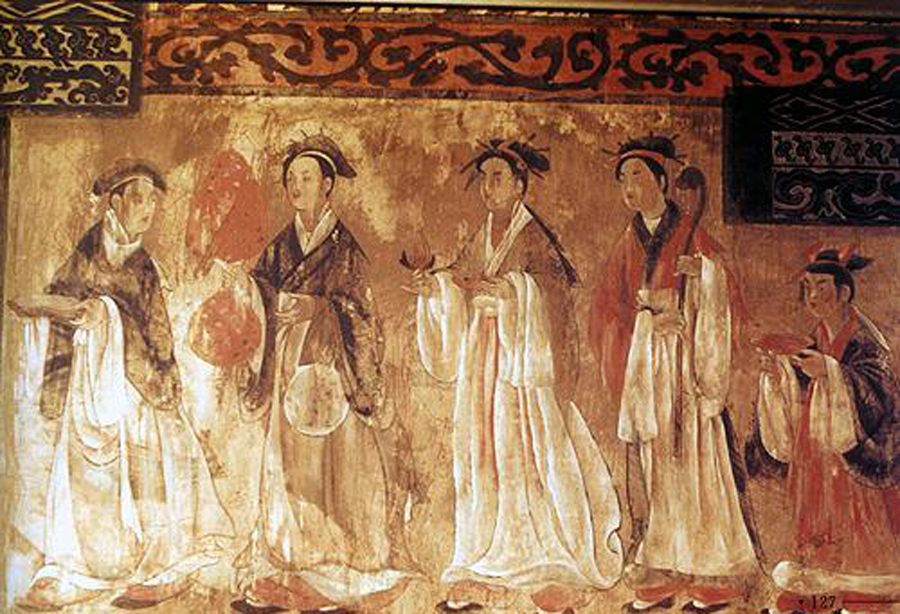
东漢交領中腰襦裙
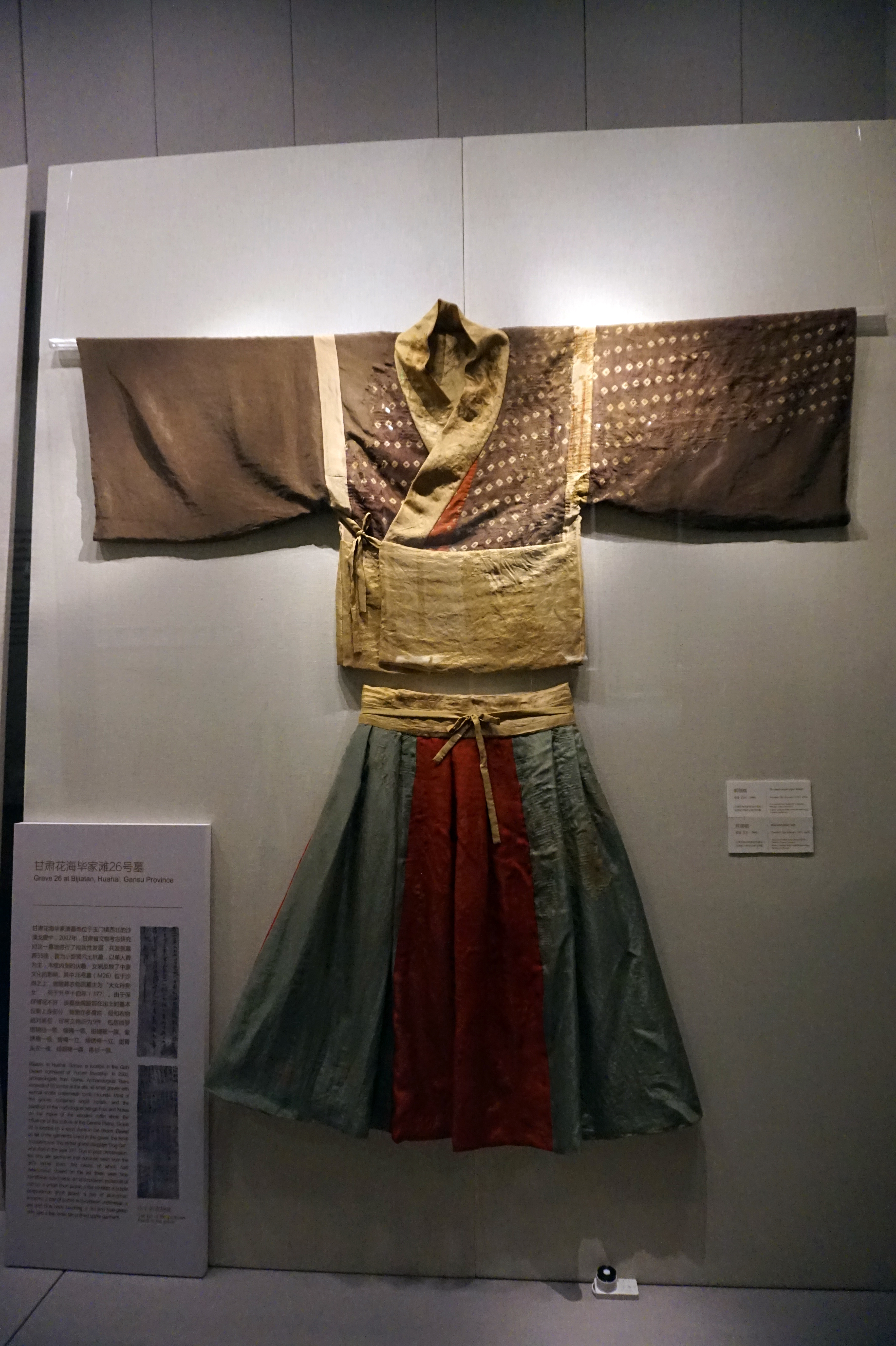
甘肃出土的前秦襦裙
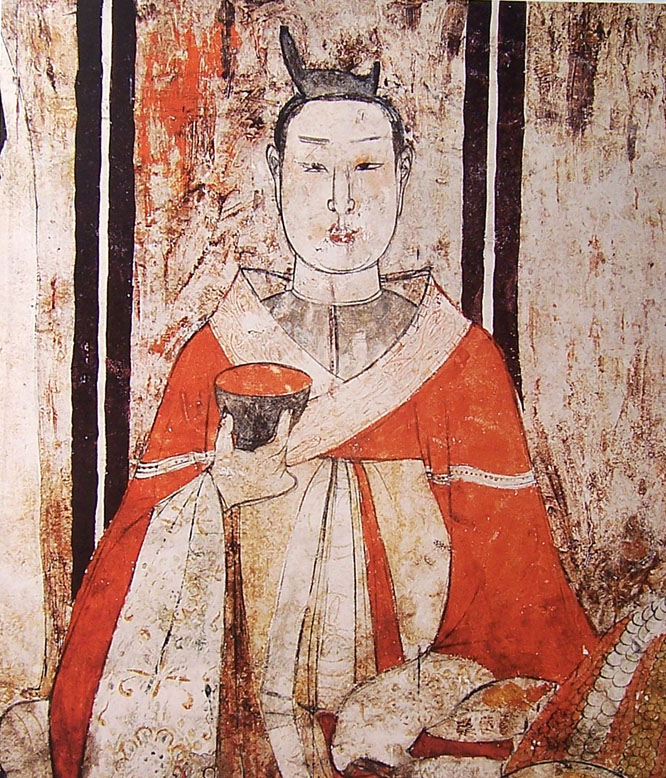
穿大交領高腰襦裙（內有圓領中衣）的北齊女子
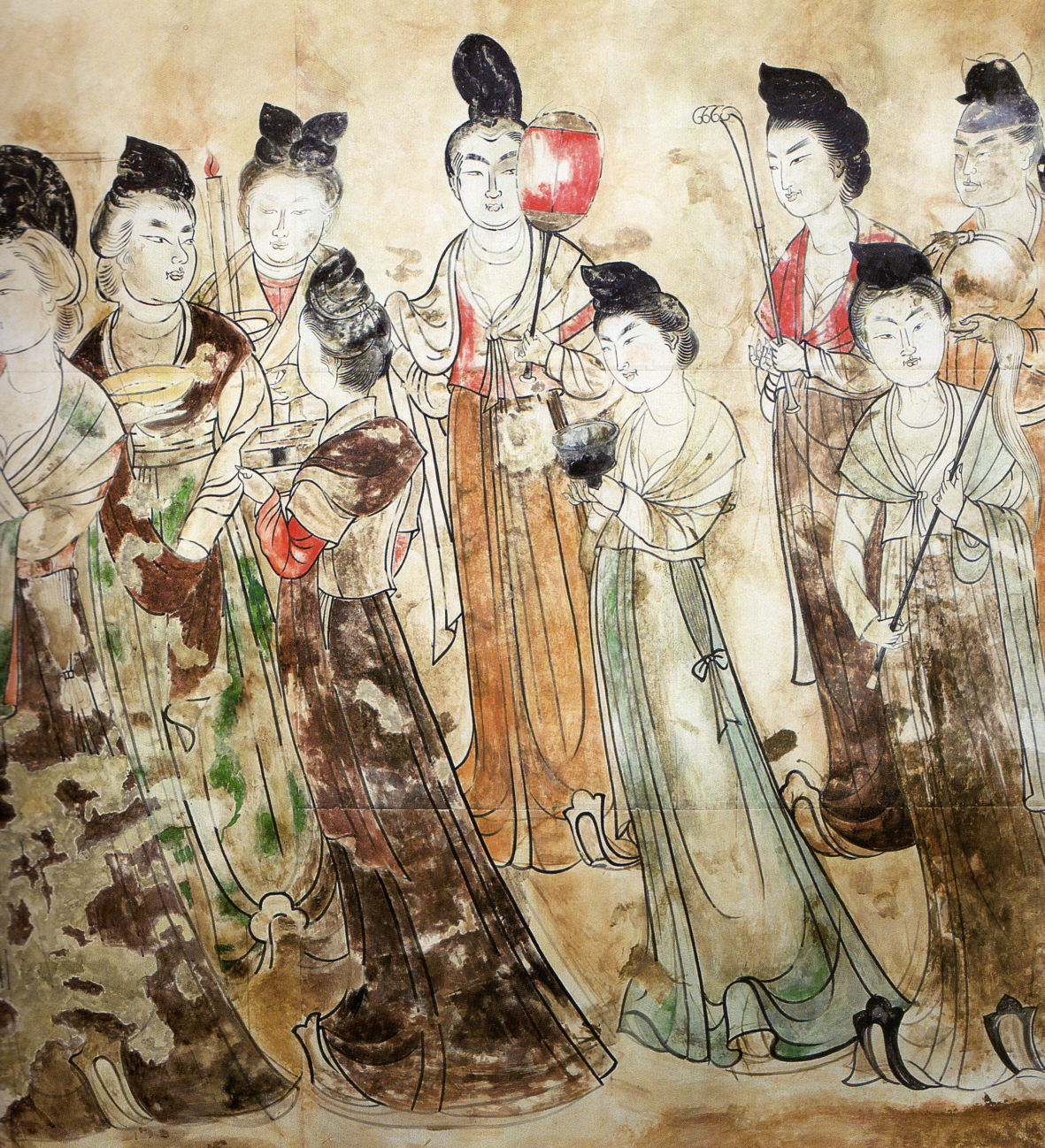
唐乾陵永泰公主墓壁画中的仕女襦裙，部份為低胸裝
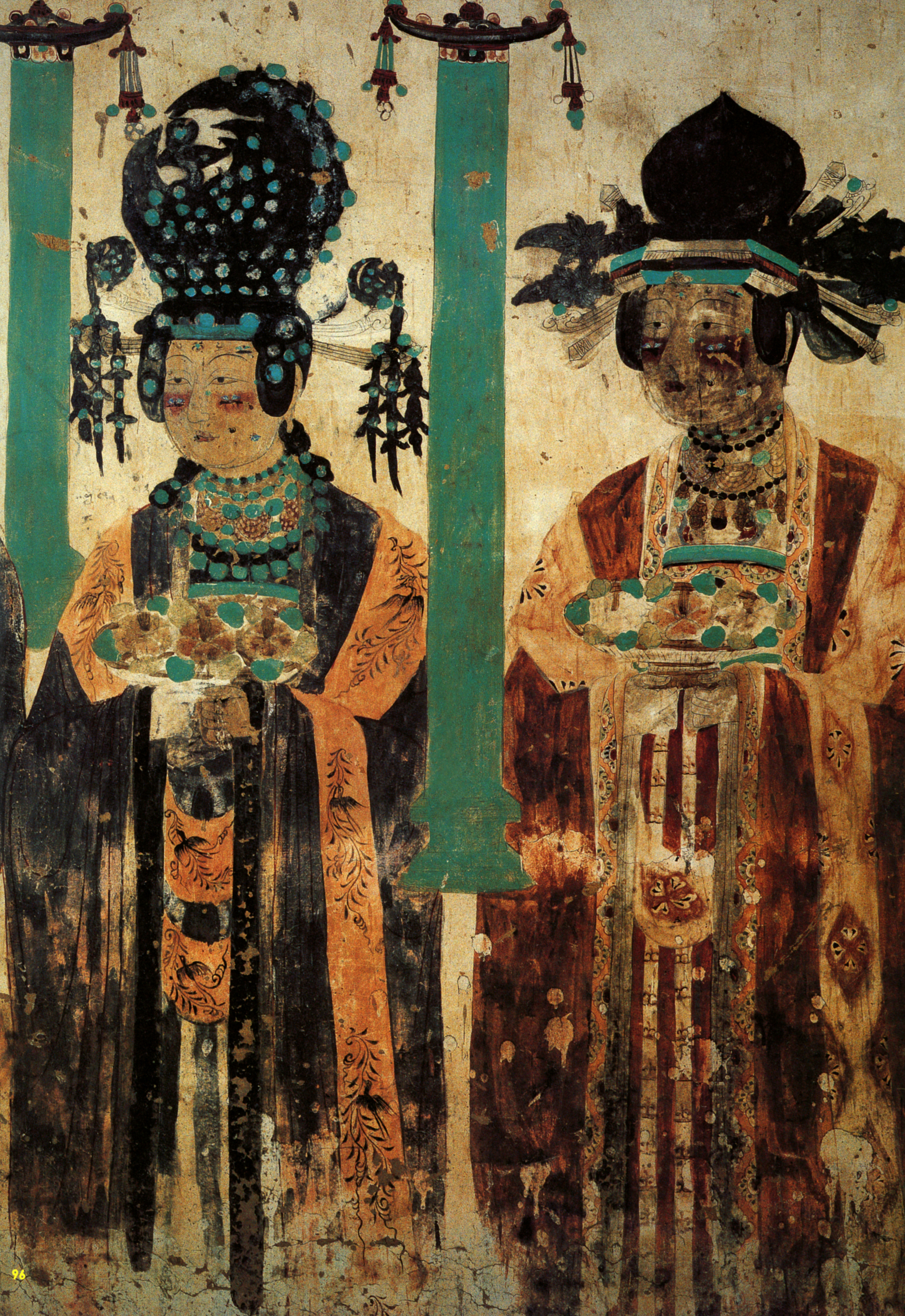
晚唐至五代宋初貴族婦女大袖裙襦衫配訶子、披帛
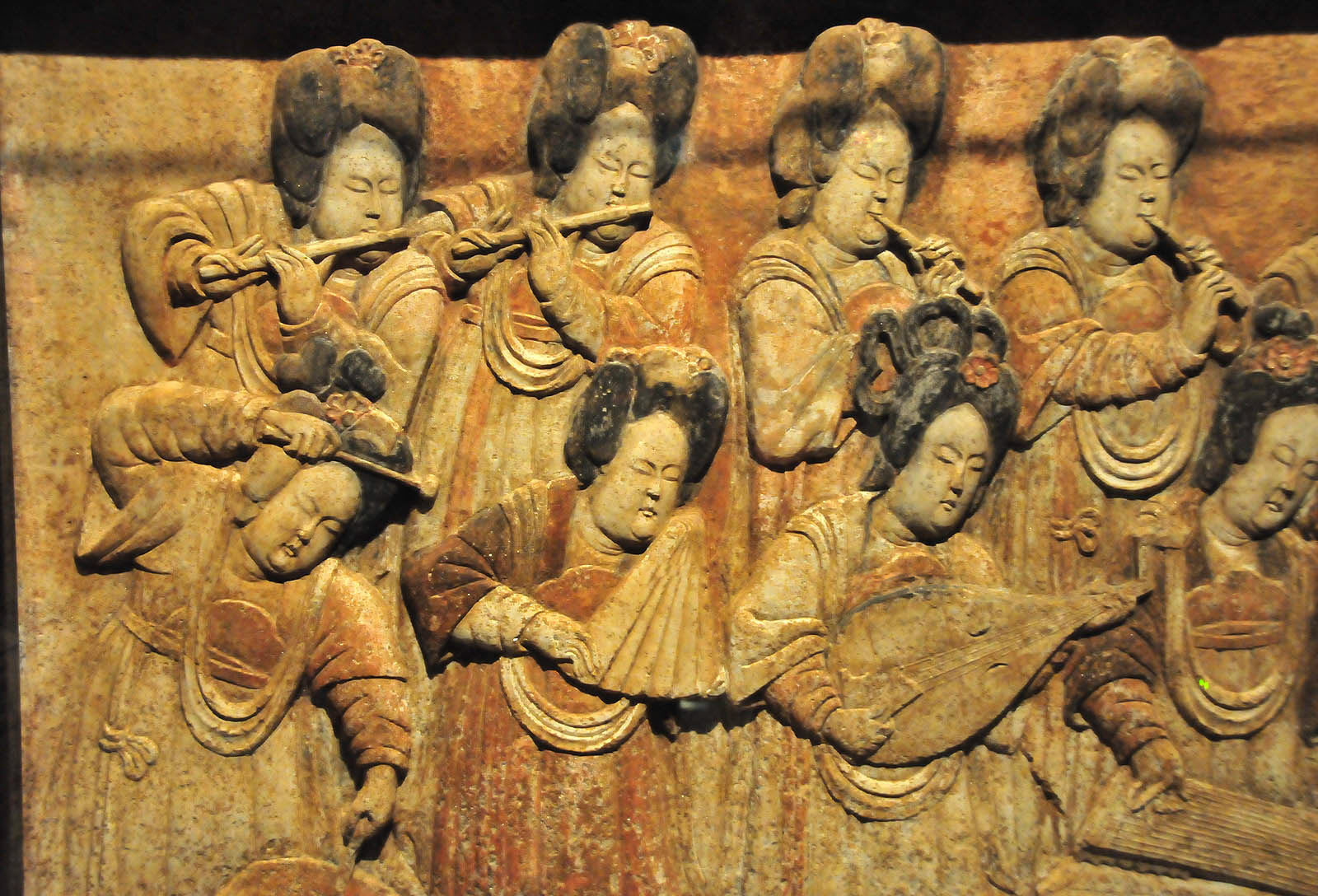
穿襦裙並在襦外加上訶子裙、半臂的五代女子
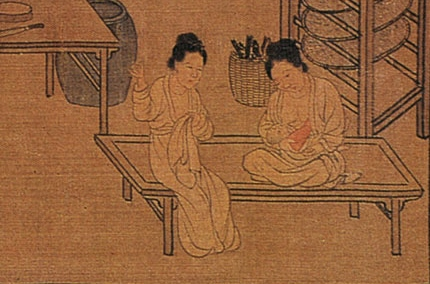
穿對襟襦裙的宋代婦女
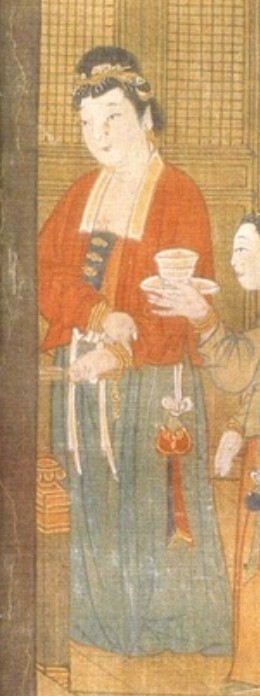
穿主腰、襖裙的明初婦女
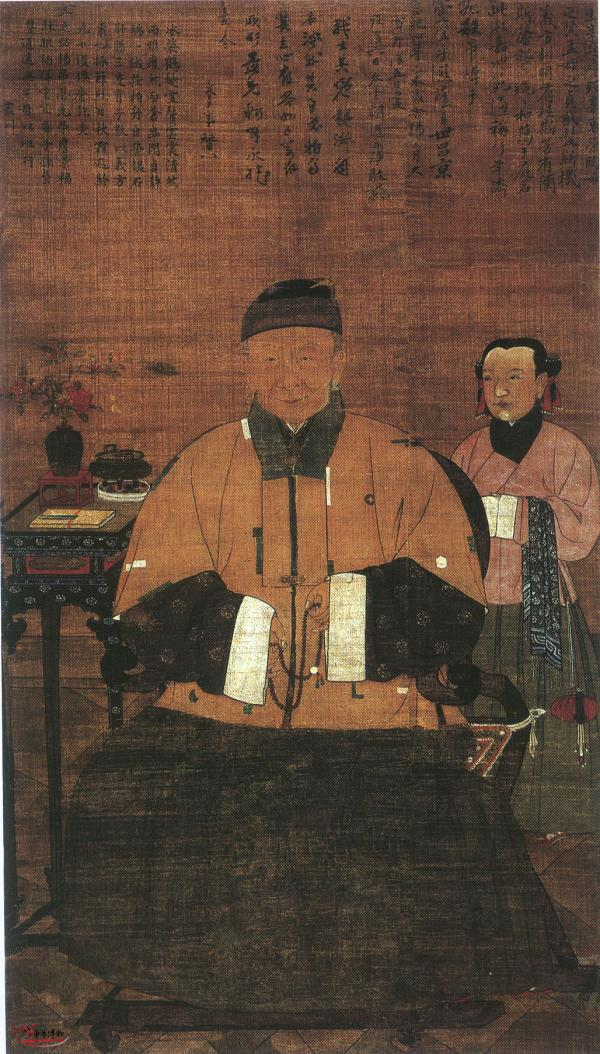
穿襖裙、半臂的明代正统年间老婦及穿襖裙的侍女

### 日本

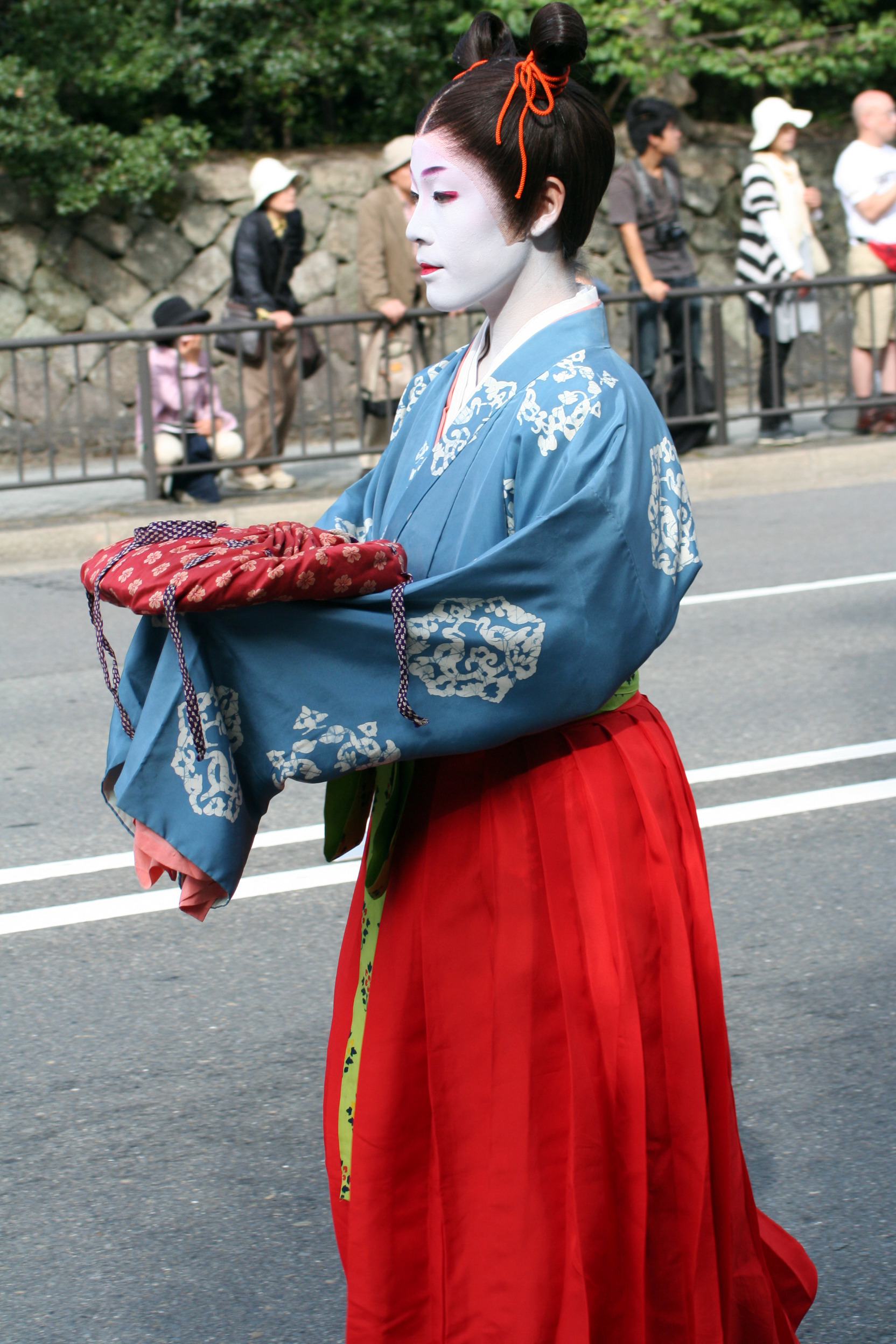
復原的日本奈良時代交領襦裙

現代日本把裙視為袴的一種，在古墳時代已出現上襦在外的襦裙，飛鳥時代出現類似中國南北朝式樣、衣在裙外的襦裙，至奈良時代又從中國唐朝傳入高腰襦裙及齊胸襦裙，一直至室町時代，高腰襦裙都在各階層女性中流行。平安時代由於部份服飾轉為多層式，原來的裙子已不夠寬圍著腰部，演變成只圍後方。室町時代後期襦裙開始在平民和武家絕跡，但公家女性服裝依然以襦裙為主，至今襦裙制和服雖然不見於平民服裝，但日本皇室女性禮服依然是襦裙制，最高等禮服十二單也屬於襦裙制，而巫女的服裝也是白襦紅裙，稱為「白衣緋袴」。襦裙也是現代的女性的弓道服裝。現代日本卒業着的穿著效果雖然類似襦裙，但上身所穿的其實是長至小腿的長着而不是襦。 

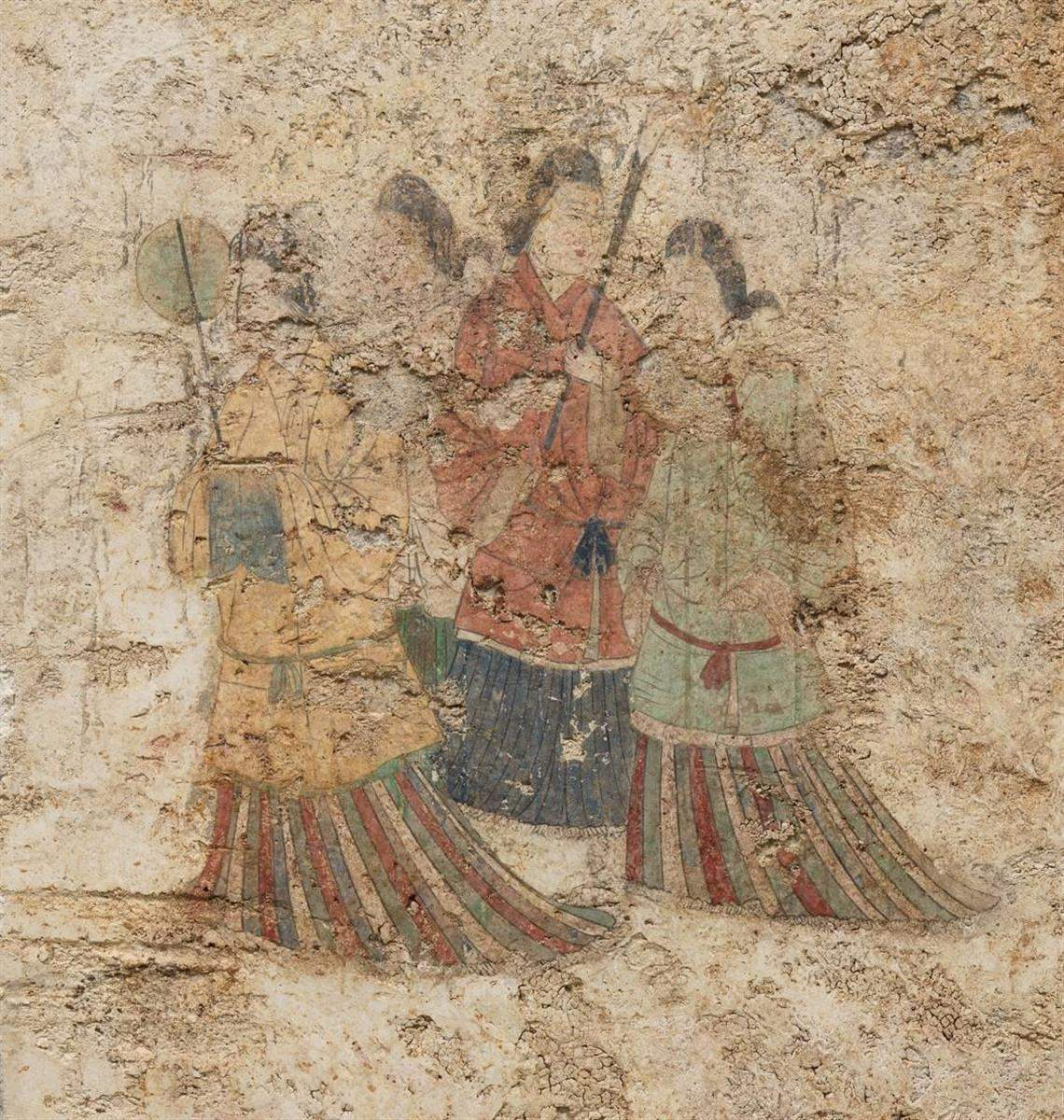
飛鳥時代穿襦裙的宮女
奈良時代穿齊胸襦裙的貴族婦女
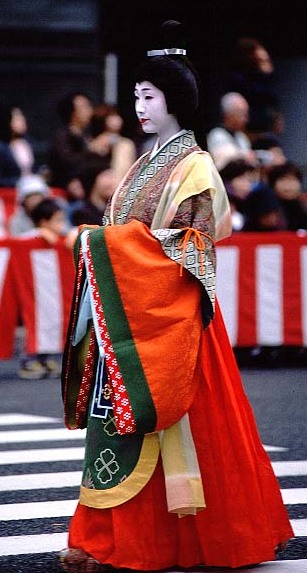
復原的奈良時代交領襦裙配半臂、披帛、蔽膝
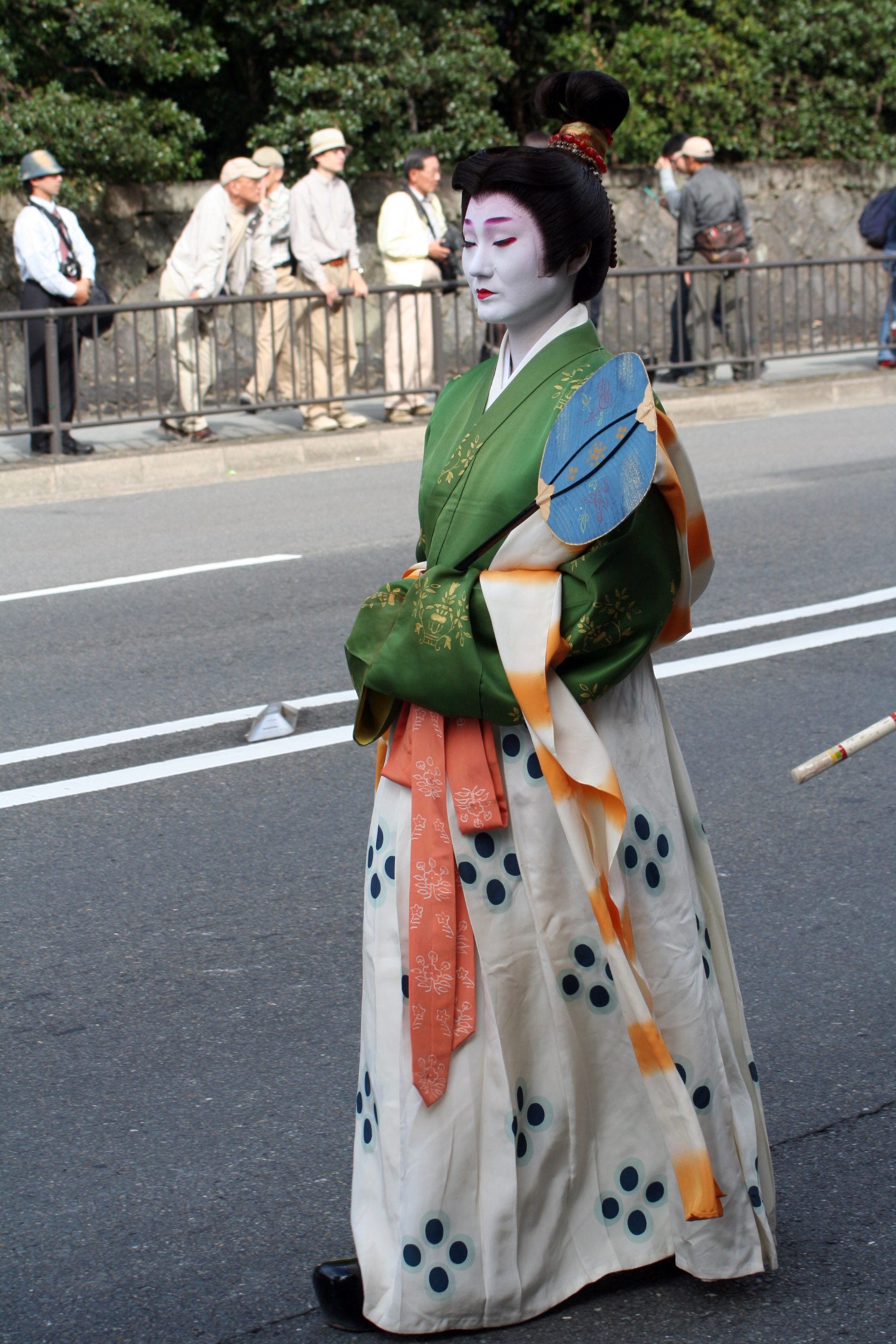
復原的奈良時代交領襦裙配披帛
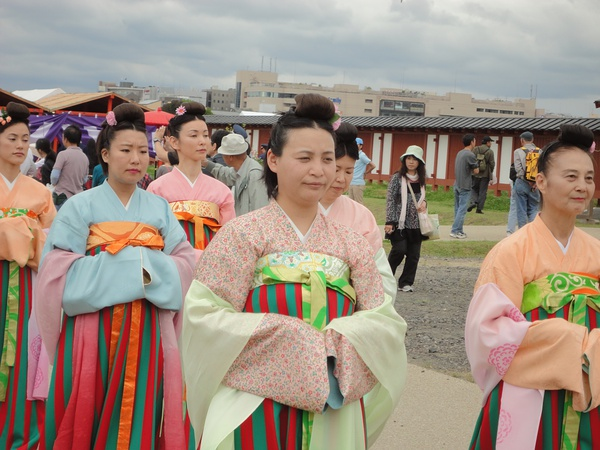
復原的奈良時代齊胸襦裙配披帛
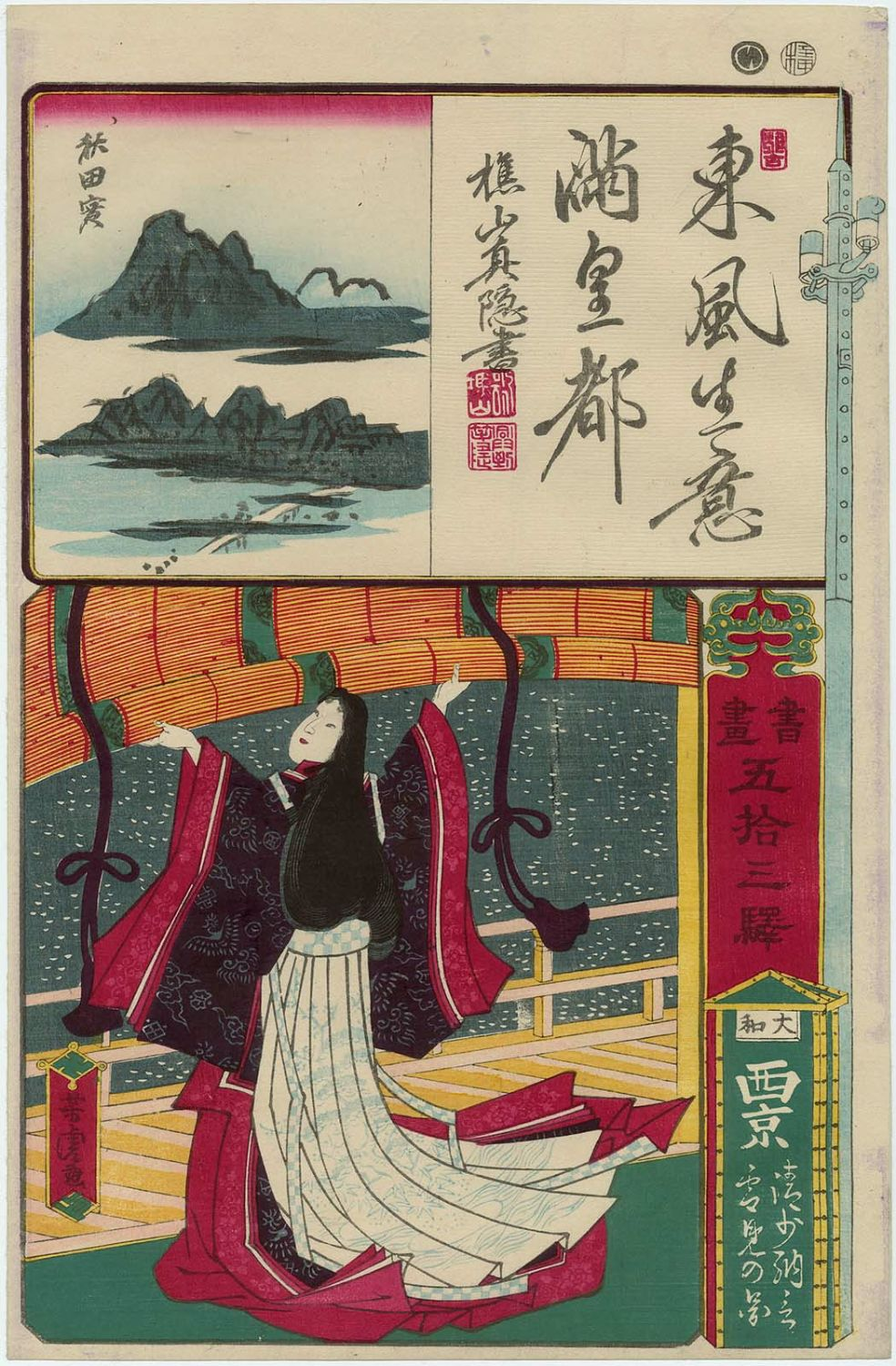
穿著襦裙制女房服飾的清少納言
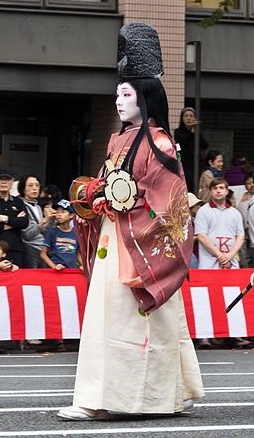
復原的平安時代末期白拍子盤領襦裙
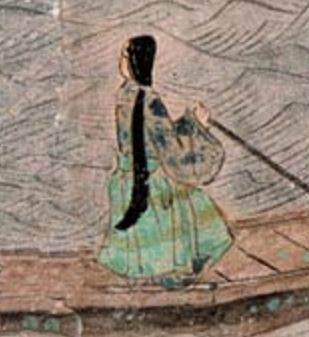
鎌倉時代穿襦裙的庶民女子
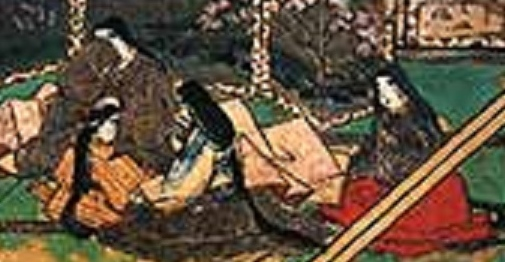
穿襦裙的鎌倉時代婦女
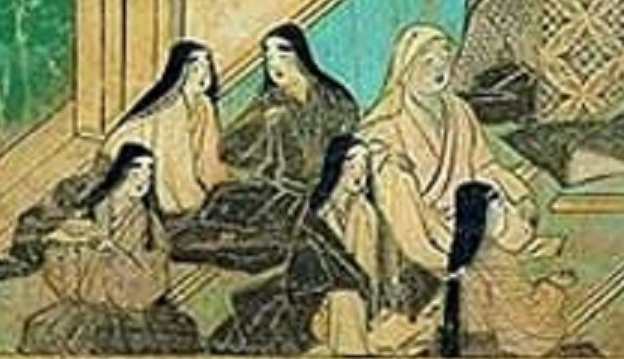
穿交領襦裙的鎌倉時代婦女
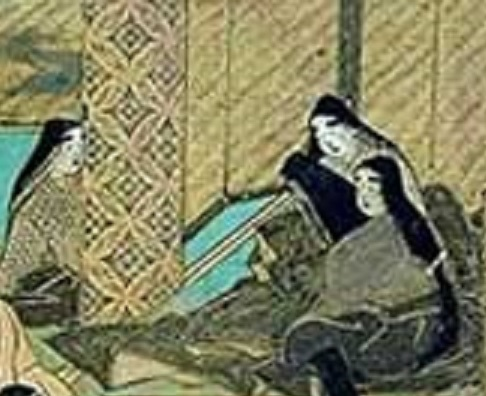
穿交領襦裙的鎌倉時代婦女
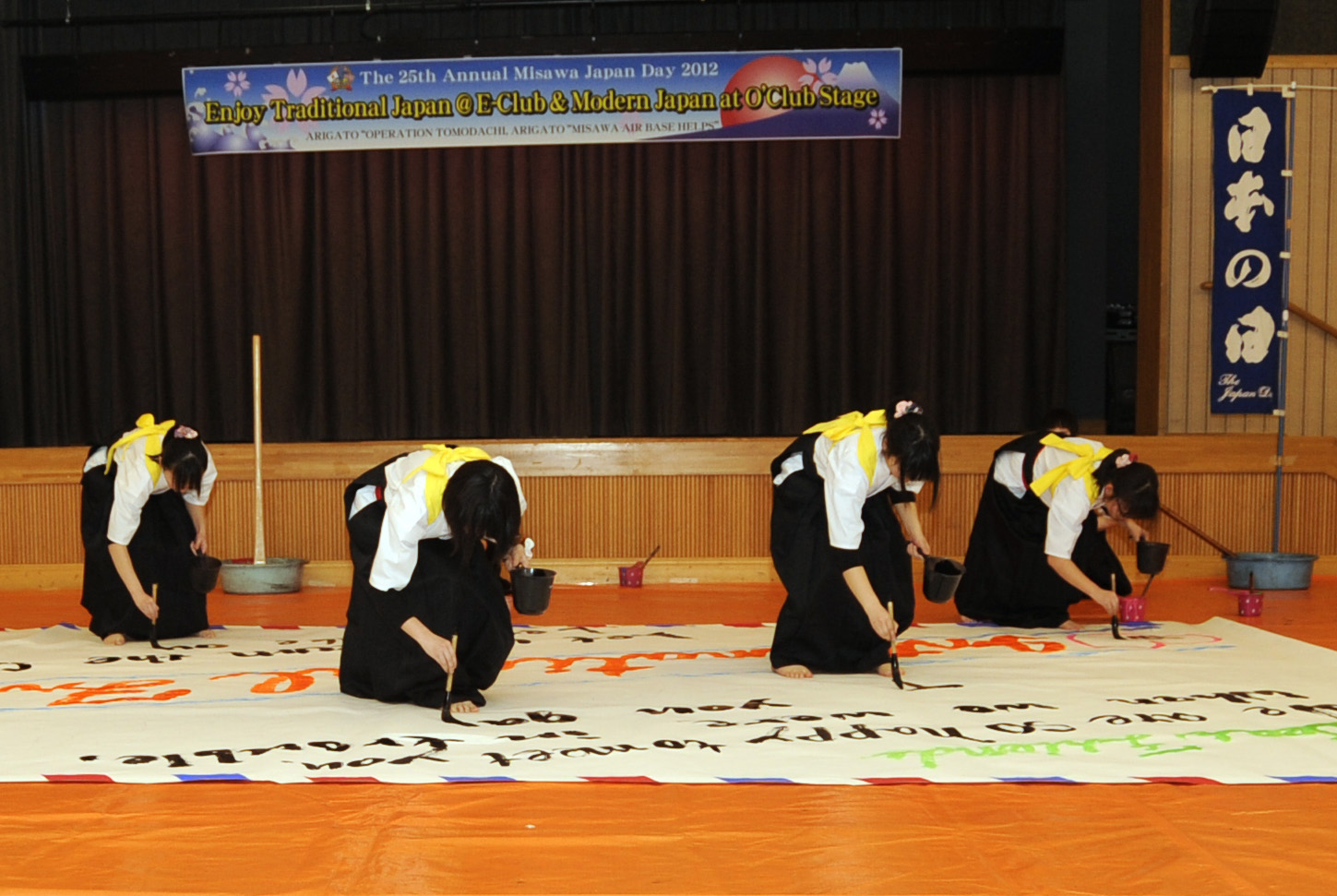
穿襦裙表演書道舞的日本少女

### 朝鮮半島

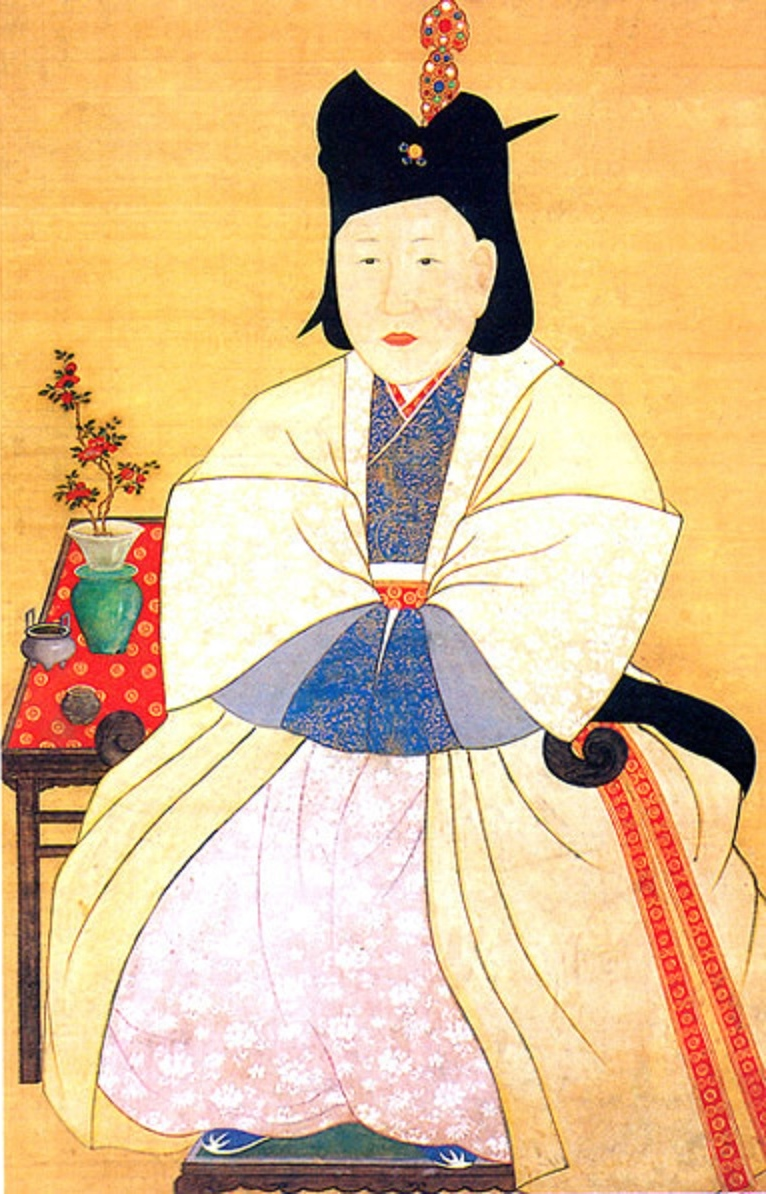
高麗王朝後期至朝鮮王朝初期穿襦裙配褙子、披帛的貴婦（摹本）

新羅、百濟從唐朝引入齊胸襦裙和高腰襦裙。至統一新羅後期至高麗王朝前期則流行中腰襦裙，高麗後期受到元代漢服影響，出現衣在裙外的襖裙，但到朝鮮王朝初期至中期仍有衣在裙內的襦裙，而襖裙則模仿明代襖裙樣式製作，至朝鮮王朝後期襖裙上衣變短，裙腰變高，一直流傳至今。

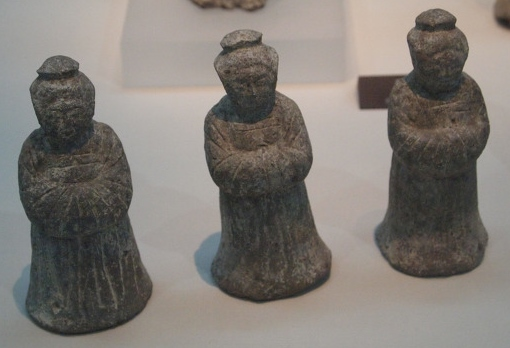
穿著齊胸襦裙的新羅女俑
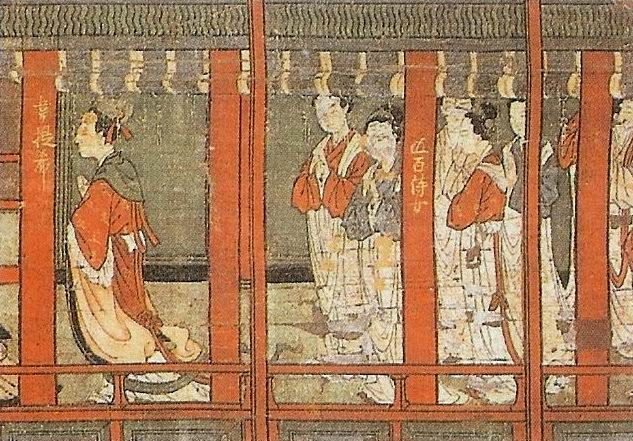
高麗時代貴族婦女與侍女襦裙配披帛
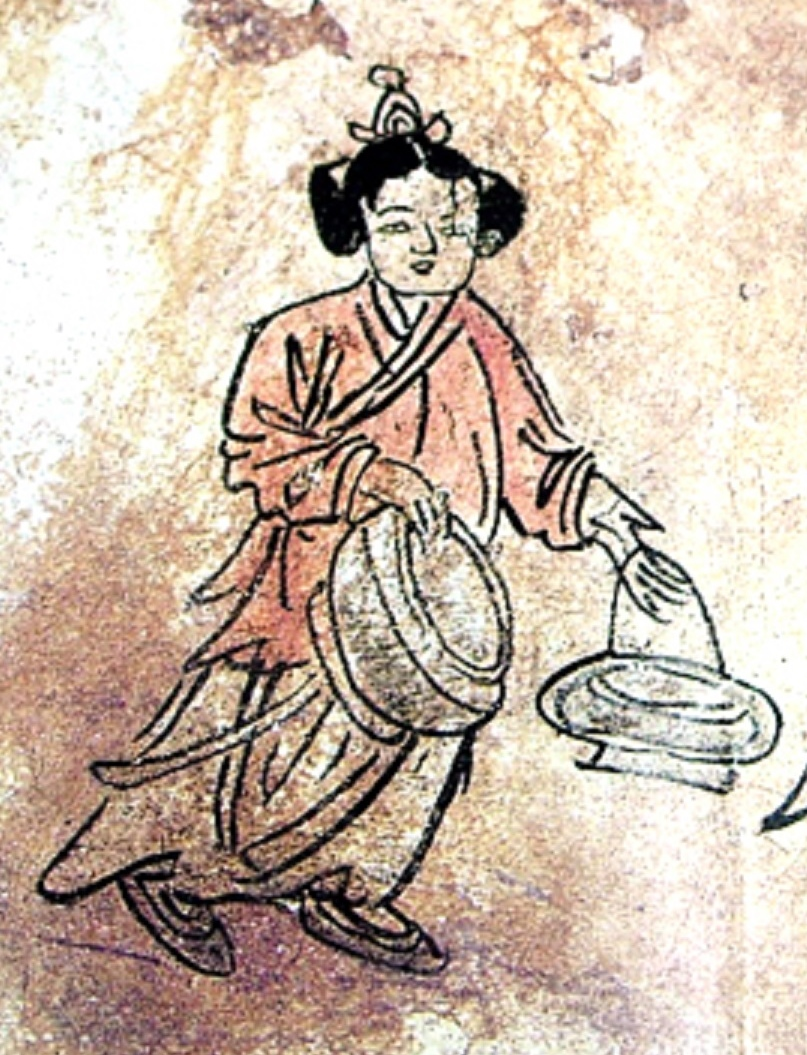
朝鲜初期的襖裙
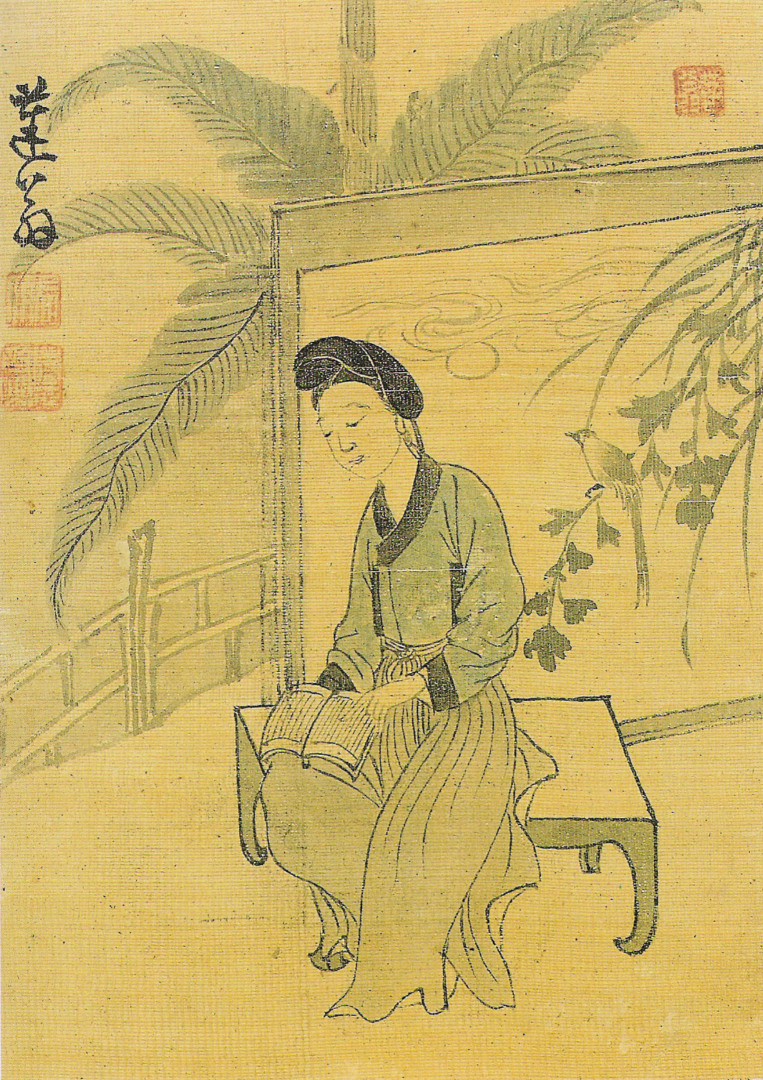
朝鮮王朝中期穿襦裙的婦女

### 越南

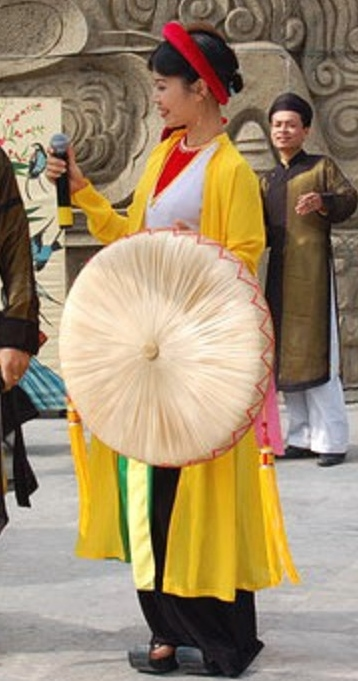
穿交領襦裙配四身襖的越南女性

襦裙也是越南女性傳統服裝的常見款式，後黎朝女性會穿著襦裙，並再加上褙子，至阮朝時褙子演變成一種稱為四身襖的外套，禮服襦裙則在外穿上披風，又有些女性去掉上襦，以肚兜配搭下裙再穿上四身襖。阮朝時曾一度禁止穿裙，但後期又再流行，至今越南女性於傳統節日和慶典中仍會穿著襦裙，尤其是北部地區。

《世界人物圖卷》中穿襦裙的越南女性（左）
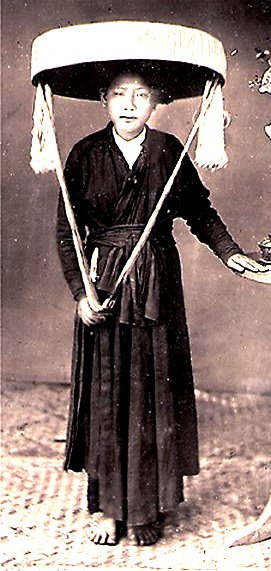
阮朝末年穿交領襦裙配四身襖的婦女
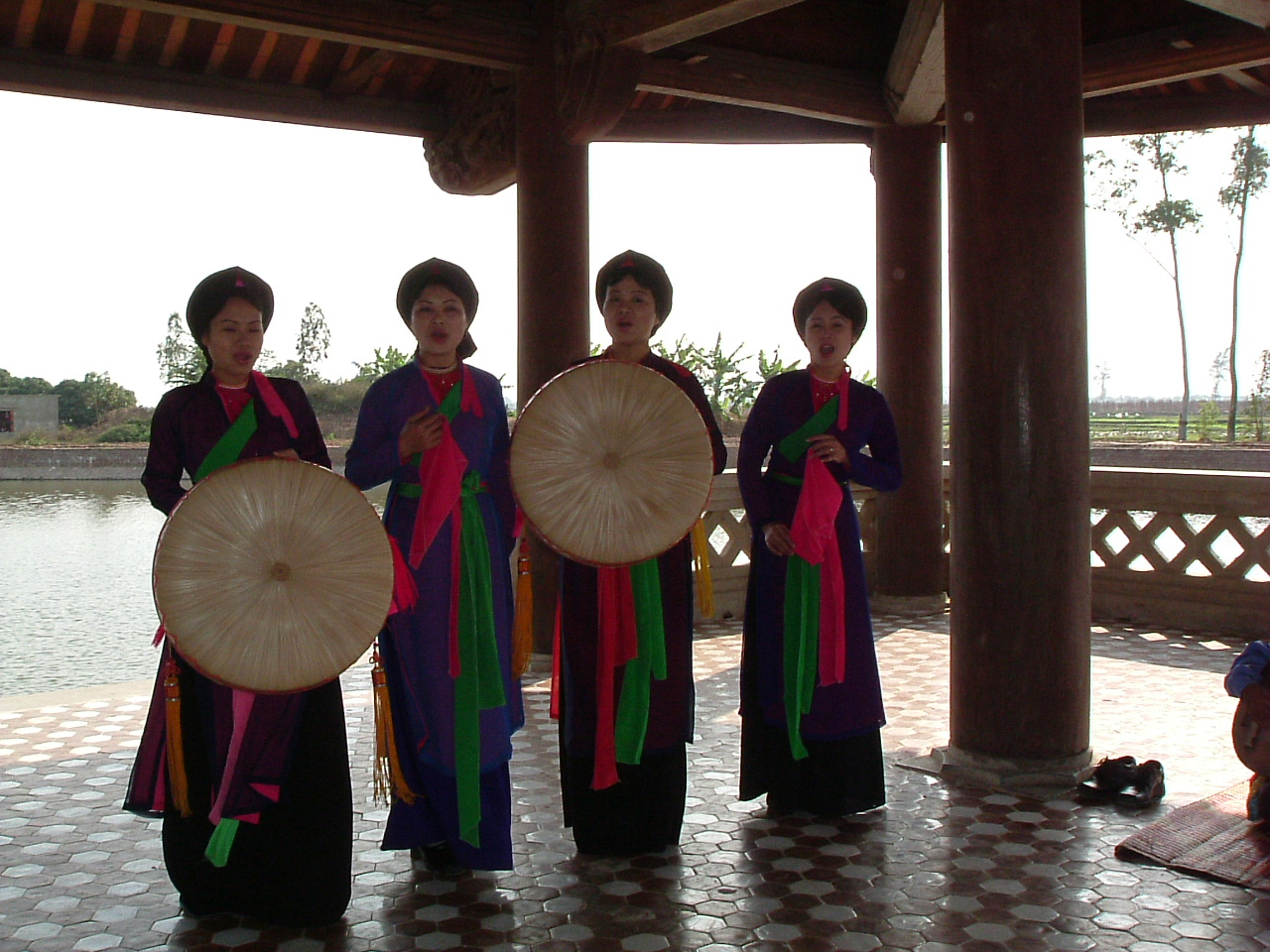
穿肚兜裙配四身襖的女性

### 琉球

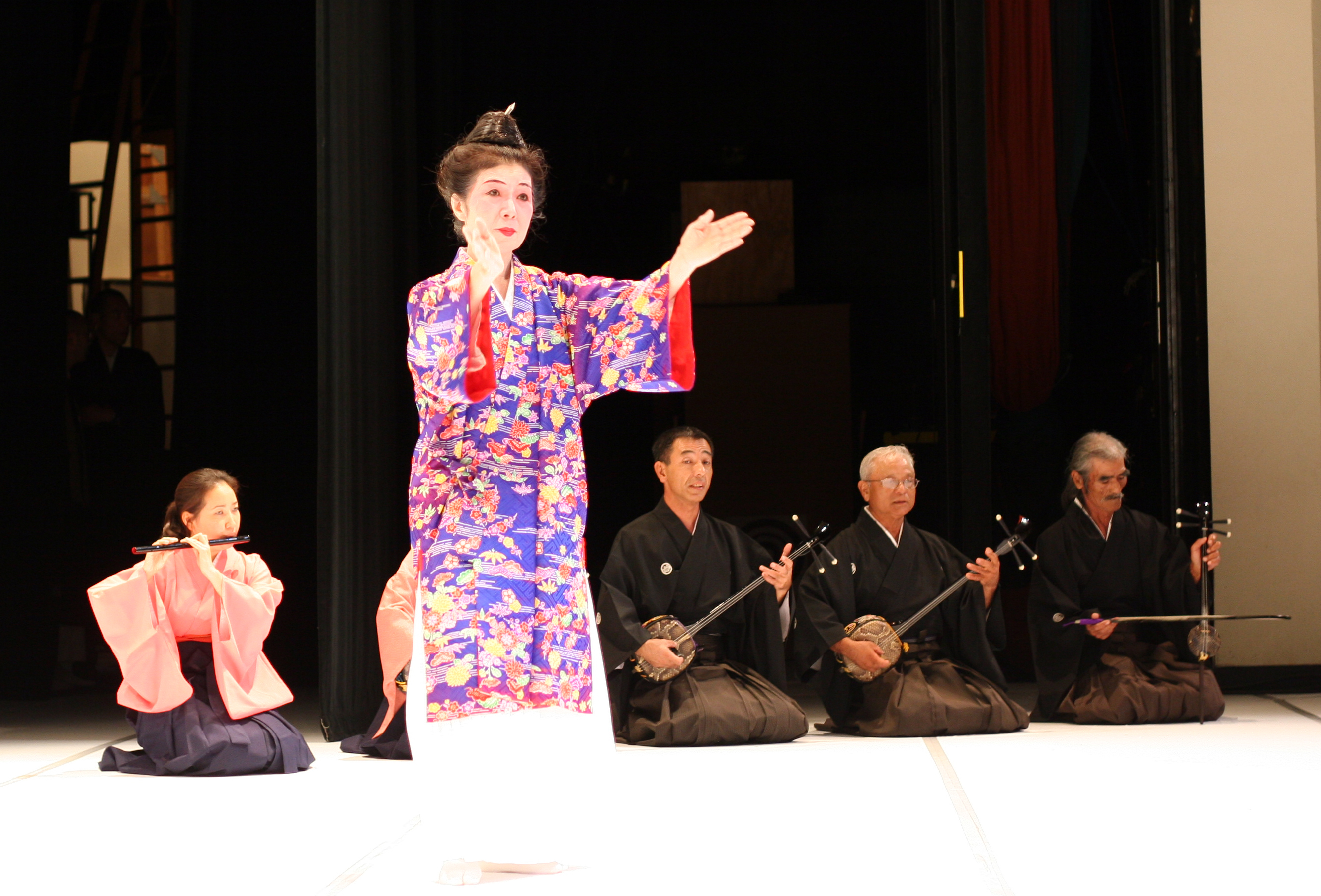
穿紅型上衣配白裙的琉球女舞者

琉球國於第二尚氏王朝出現衣在裙外的襖裙，成為女性服裝之一，至今一些琉球傳統文化相關活動中仍見到這種款式的襖裙。琉球式常服襖裙的下裙多為白色，婚服則多穿黑裙或數層不同顏色的下裙。

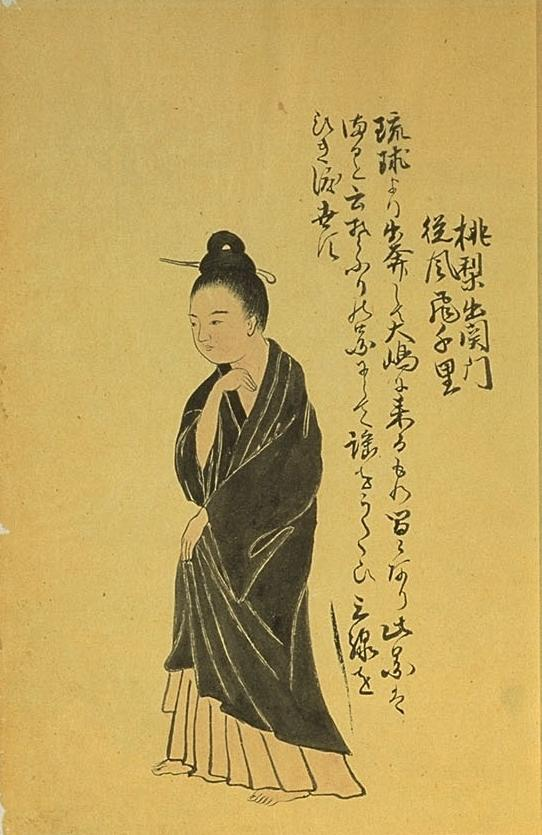
穿襖裙的琉球女性
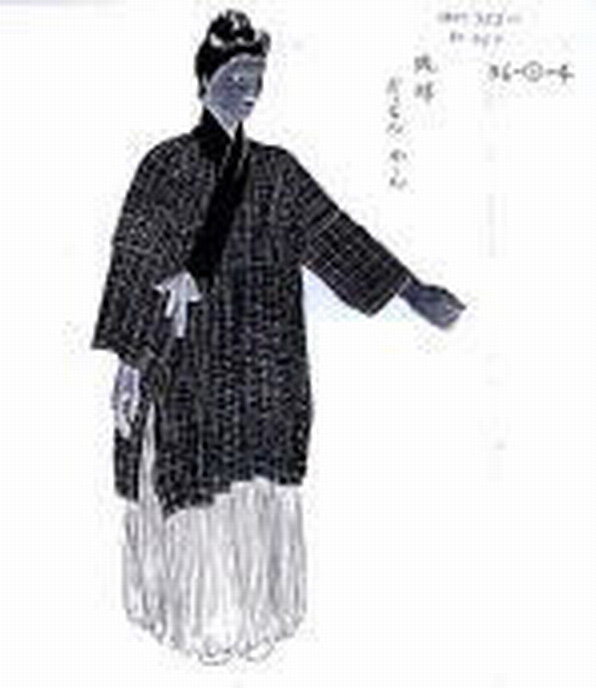
穿襖裙的琉球士族女性
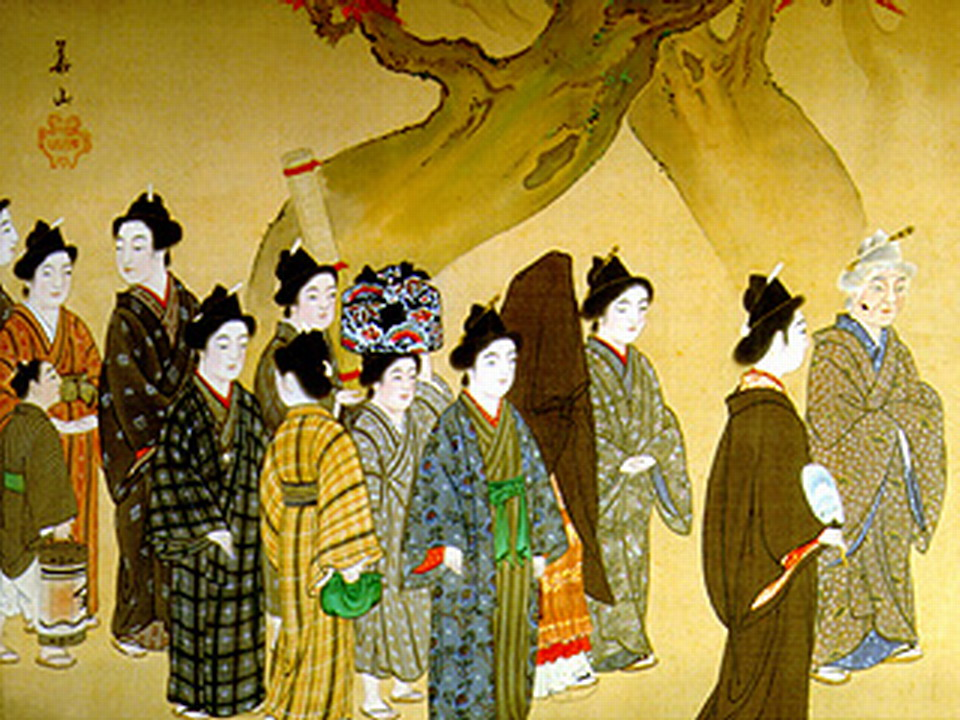
穿襦裙制婚服的琉球士族新娘

## 類型
襦裙按领子的式样不同，可分为交领襦裙、直领对襟襦裙、斜領對襟襦裙、圓領襦裙、褂裙等。按裙腰的高低，可分为中腰襦裙、高腰襦裙和齐胸襦裙。